# Juozas Tunaitis
Juozas Tunaitis (ur. 25 października 1928 w Davainiškis, zm. 1 czerwca 2012 w Wilnie) – litewski duchowny rzymskokatolicki, biskup pomocniczy wileński.

## Biografia
W 1949 ukończył gimnazjum w Rakiszkach. W latach 1949–1950 studiował astronomię i matematykę na Uniwersytecie Wileńskim. Następnie wstąpił do Seminarium Duchownego w Kownie. 12 września 1954 z rąk biskupa poniewieskiego Kaziemirasa Paltarokasa otrzymał święcenia prezbiteriatu.
Pracował jako administrator parafii Połusze (1954 – 1960), proboszcz w Duksztach (1960 – 1961), administrator w Dubiczach (1961 – 1968) oraz od 1968 jako koadiutor, a od 1978 proboszcz parafii św. Mikołaja w Wilnie. W 1980 został notariuszem wileńskiej kurii archidiecezjalnej, sędzią w sądzie kościelnym, a następnie prorektorem sądu. W 1989 został kanclerzem kurii archidiecezjalnej.
8 maja 1991 papież Jan Paweł II prekonizował go biskupem pomocniczym wileńskim oraz biskupem tytularnym sassureńskim. 19 maja 1991 przyjął sakrę biskupią z rąk arcybiskupa kowieńskiego kard. Vincentasa Sladkevičiusa MIC. Współkonsekratorami byli emerytowany biskup pomocniczy wyłkowyski Vladas Michelevicius, biskup telszański Antanas Vaičius, emerytowany administrator apostolski diecezji poniewieskiej bp Romualdas Krikšciunas oraz administrator apostolski diecezji poniewieskiej bp Juozas Preikšas.
4 marca 1992 został wikariuszem generalnym archidiecezji wileńskiej. Urząd ten sprawował do przejścia na emeryturę.
4 marca 2010, wieku 81 lat - 6 lat po osiągnięciu wieku emerytalnego, przeszedł na emeryturę. Został wówczas rektorem Sądu Kościelnego Archidiecezji Wileńskiej.
Zmarł 1 czerwca 2012 w Wilnie. Pochowany został na cmentarzu w Kalwarii.